# Юровский, Игорь Фёдорович
Юровский Игорь Фёдорович (29 марта 1932, Семипалатинск — 19 марта 1997, Барнаул) — советский и российский прозаик и журналист.

## Биография
Родился в семье Фёдора Ивановича Юровского и Людмилы Николаевны Юровской (урождённой Гребенщиковой), племянницы русского писателя Георгия Гребенщикова.
Окончил Семипалатинский педагогический институт в 1953 году. Преподавал русский язык и литературу в сельской школе. Работал литсотрудником и заведующим отделами в газетах Семипалатинска и Усть-Каменогорска. В 1964—1966 годах — слушатель Высшей партийной школы при ЦК КПСС (отделение журналистики).
Возглавлял редакцию литературно-драматических передач Казахского республиканского радио, затем редакцию художественной литературы издательства «Жалын» в Алма-Ате. В 1980—1986 годах — корреспондент казахстанского отделения ТАСС.
В 1986 году переезжает в Барнаул, работает в Алтайском книжном издательстве.
Член Союза писателей СССР с 1983 года. Жена — прозаик Ольга Гришко-Юровская. Дети —  сын Дмитрий Юровский, работал на журналистом в первой в СССР и России независимой телекомпании ТВ «Сибирь». Дочь Анастасия Юровская.